# Dilochia subsessilis
Dilochia subsessilis är en orkidéart som först beskrevs av Robert Allen Rolfe, och fick sitt nu gällande namn av Sarah Thomas. Dilochia subsessilis ingår i släktet Dilochia och familjen orkidéer. Inga underarter finns listade i Catalogue of Life.